# Héctor Suárez Gomís
Héctor Suárez Gomís  (Mexikóváros, Mexikó, 1968. december 6. –) mexikói színész, énekes.

## Élete
Héctor Suárez Gomís 1968. december 6-án született Mexikóvárosban. Édesapja Héctor Suárez, színész. Karrierjét 1984-ben kezdte a Principessa című telenovellában. 1997-ben a Salud, dinero y amorban játszott. 2003-ban a TV Aztecához szerződött. 2007-ben szerepet kapott a Zorro című sorozatban.

## Telenovellák

### TV Azteca
- Amor sin condiciones (2006)... Braulio
- Női pillantás (Mirada de mujer: El regreso) (2003) ... Javier Miranda

### Televisa
- Por siempre mi amor (2013) ...Fernando Córdova / Javier Castillo de la Fuente
- Nueva vida (2013)...Ginecólogo
- Como dice el dicho (2013)...Federico
- Carita de ángel (2000)... Omar Gasca
- Barátok és szerelmek (Locura de amor) (2000)
- Infierno en el paraíso (1999)... Ricardo Selma
- Preciosa (1998)... Lorenzo 'Pantera' Ortiz
- Salud, dinero y amor (1997)... El Tacubayo
- El premio mayor (1995)... Gabriel Robledo
- Sueño de amor (1993)... Poncho
- Alcanzar una estrella II (1991)... Pedro Lugo
- Alcanzar una estrella (1990)... Pedro Lugo
- Balada por un amor (1990)
- Mi segunda madre (1989)... Ramón
- Nuevo amanecer (1988)... Paco
- Principessa (1984)

### Telemundo
- Zorro (El Zorro, la espada y la rosa) (2007)... Capitán Anibal Pizarro
- El juramento (2008)... Esteban
- Dame chocolate (2007)... Juan Amador

## Diszkográfia
- Las Ganas de Amar (1991)
- Sencillos: Las ganas de amar, Voy a cambiar por ti, Un lugar donde vivir (1990-1991)
- Quiero Todo de Ti' (1989)
- Sencillos: Quiero todo de ti, Te olvidare, Pienso en ti (1989)
- Nos vamos de vacaciones (1990)
- Alcanzar una estrella I (1990)
- Alcanzar una estrella II (1991)